# Ophiotrichidae
Famille
Les Ophiotrichidae sont une famille d'ophiures (animaux marins ressemblant à des étoiles de mer souples), de l'ordre des Ophiurida.

## Description et caractéristiques
Toutes les espèces de cette famille sont caractérisées par les piquants fins, délicats et translucides qui couvrent les bras, et aident à filtrer la nourriture. Les bras sont flexibles dans toutes les directions, et les mâchoires portent des groupes de papilles dentales dures à leur extrémité (mais pas sur les côtés), mais pas de réelles papilles buccales.

## Liste des genres
Cette famille compte 169 espèces, réparties en 16 genres (dont trois ne contiennent actuellement plus aucune espèce). Il est très largement dominé par le genre-type Ophiothrix avec 93 espèces, partagées sur 3 sous-genres, suivi par le genre Macrophiothrix (45 espèces).
Liste des genres selon World Register of Marine Species (25 février 2014) :
- genre Gymnolophus Brock, 1888 -- 1 espèce
- genre Lissophiothrix H.L. Clark, 1938 -- 1 espèce
- genre Macrophiothrix H.L. Clark, 1938 -- 45 espèces
- genre Ophiocnemis Müller & Troschel, 1842 -- 1 espèce
- genre Ophiogymna Ljungman, 1866 -- 8 espèces
- genre Ophiolophus Marktanner-Turneretscher, 1887 -- 1 espèce
- genre Ophiomaza Lyman, 1871 -- 5 espèces
- genre Ophiophthirius Döderlein, 1898 -- 1 espèce
- genre Ophiopsammium Lyman, 1874 -- 1 espèce
- genre Ophiopteron Ludwig, 1888 -- 5 espèces
- genre Ophiothela Verrill, 1867 -- 6 espèces
- genre Ophiothrix Müller & Troschel, 1840 -- 93 espèces
  - sous-genre Ophiothrix (Acanthophiothrix)
  - sous-genre Ophiothrix (Ophiothrix)
  - sous-genre Ophiothrix (Theophrix)
- genre Ophiotrichoides Ludwig, 1882 -- 1 espèce

Gymnolophus obscura
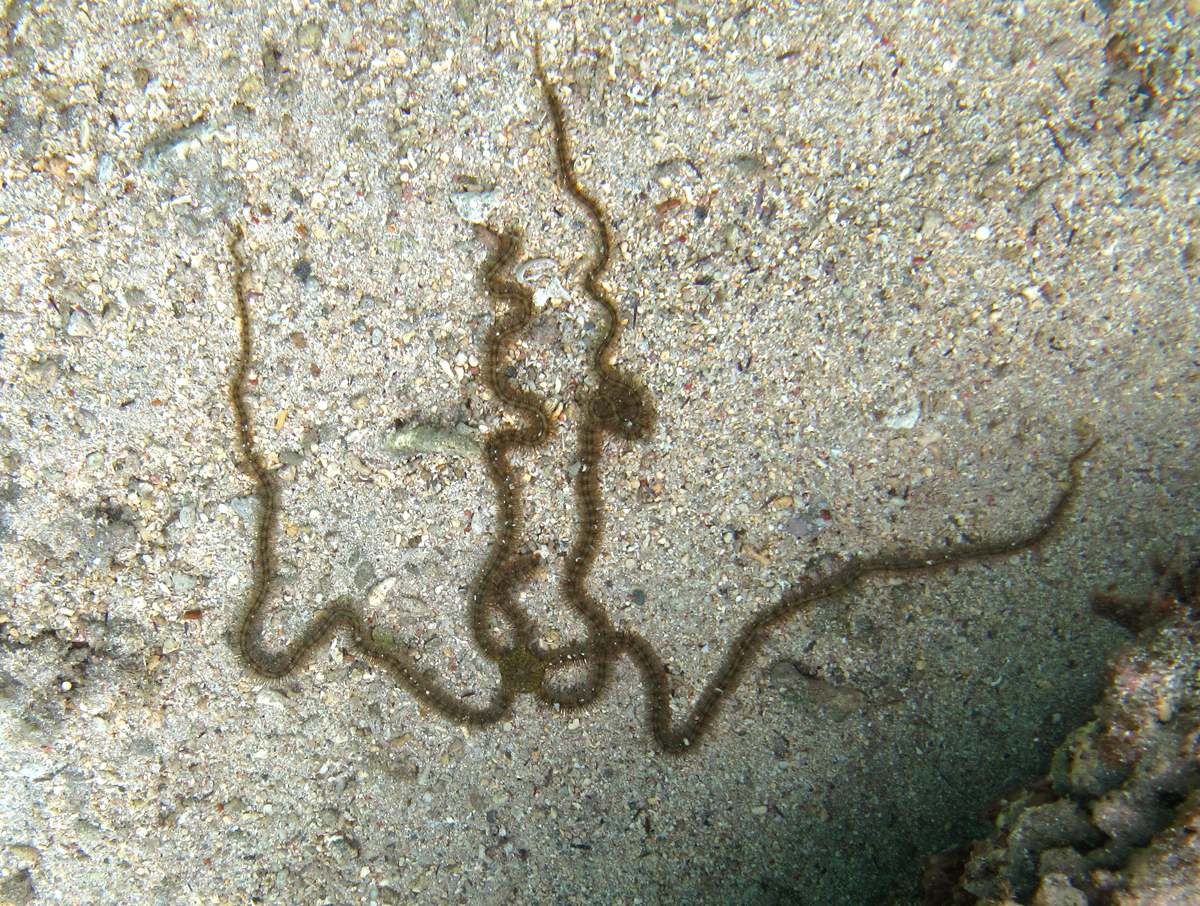
Une Macrophiothrix sp. à La Réunion.
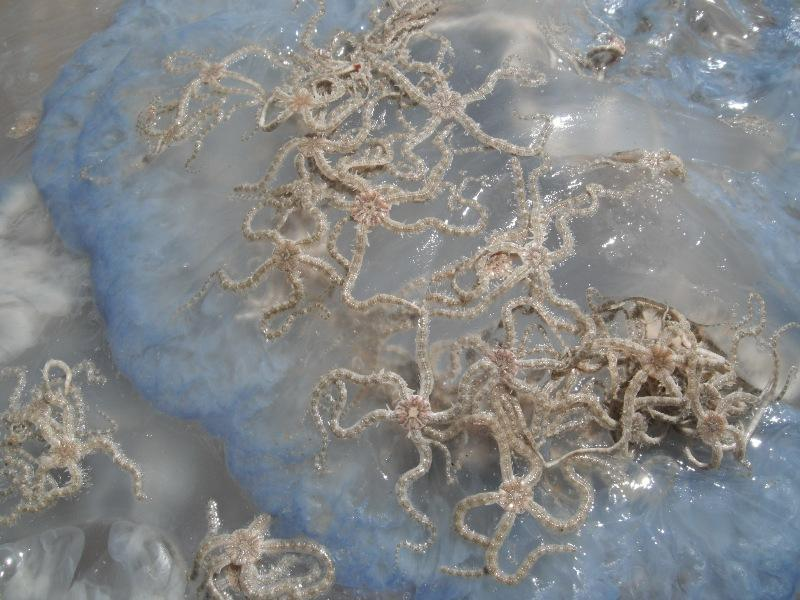
Ophiocnemis marmorata sur une méduse au Mozambique.
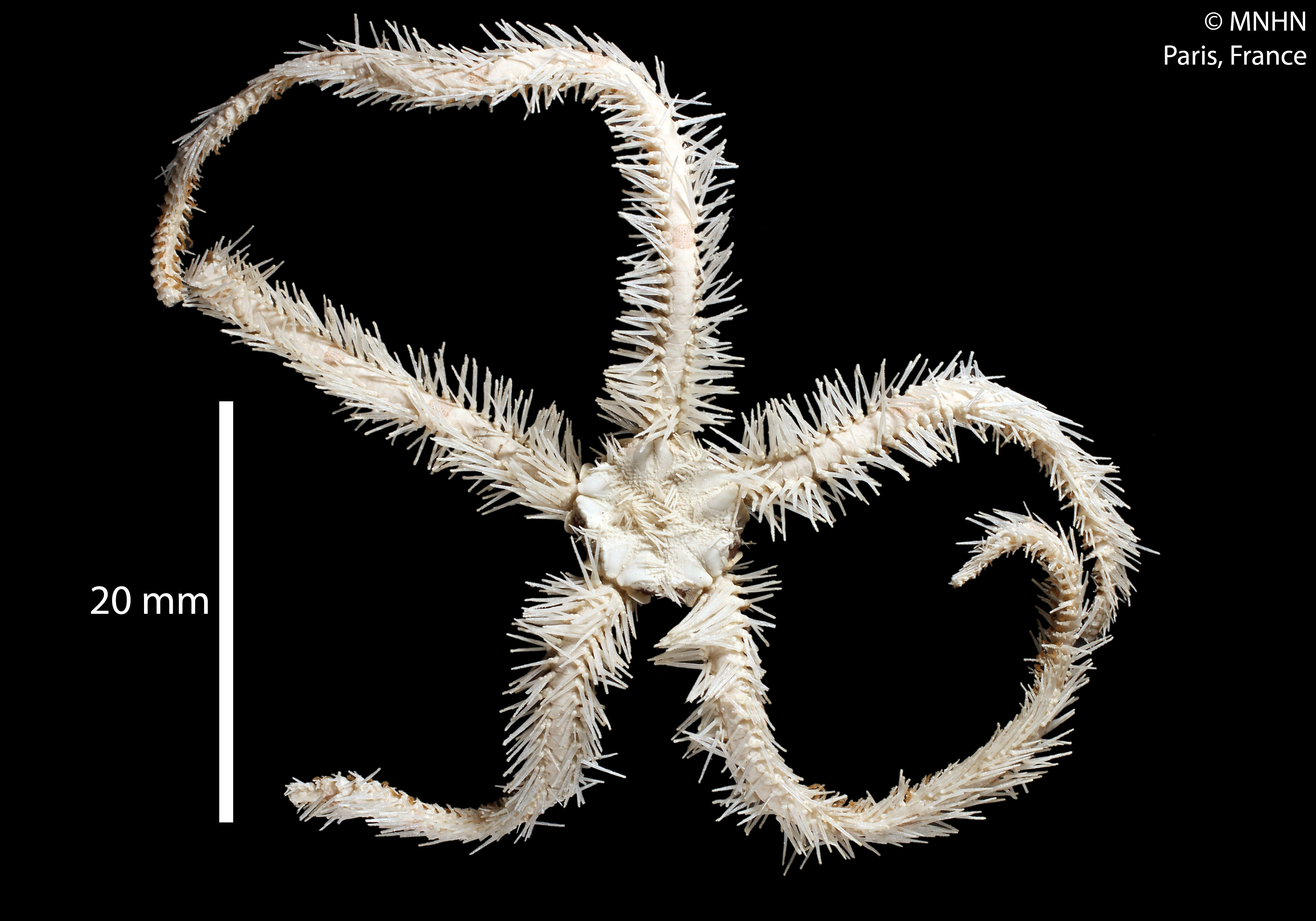
Ophiogymna funesta (MNHN)
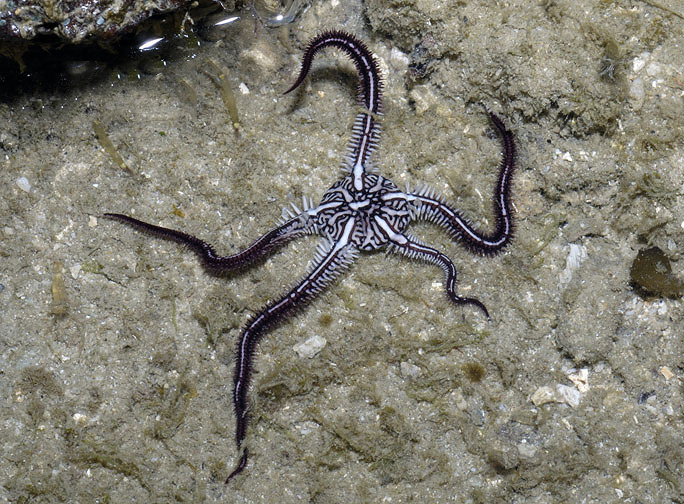
Ophiomaza cacaotica à Singapour
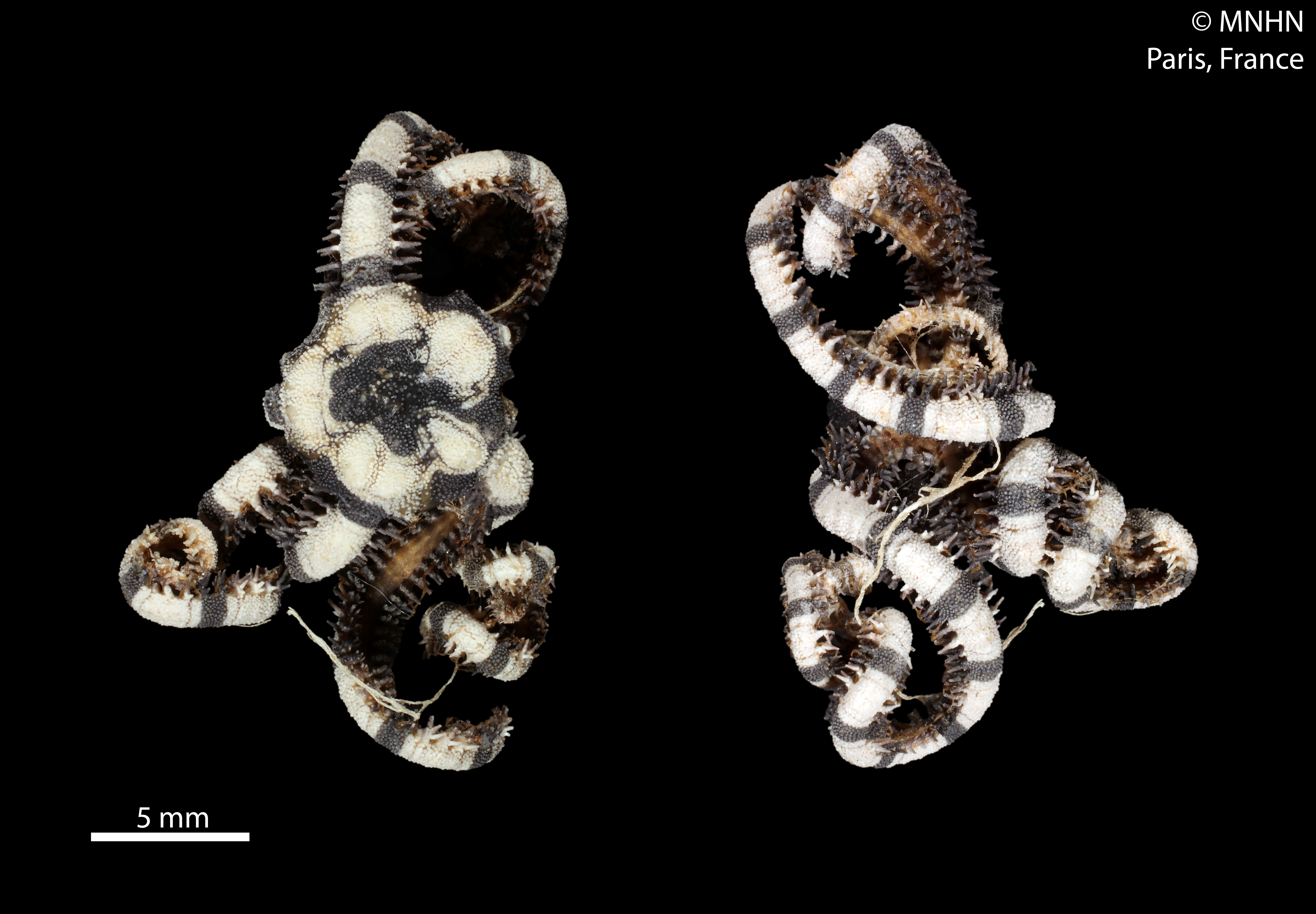
Ophiopsammium semperi
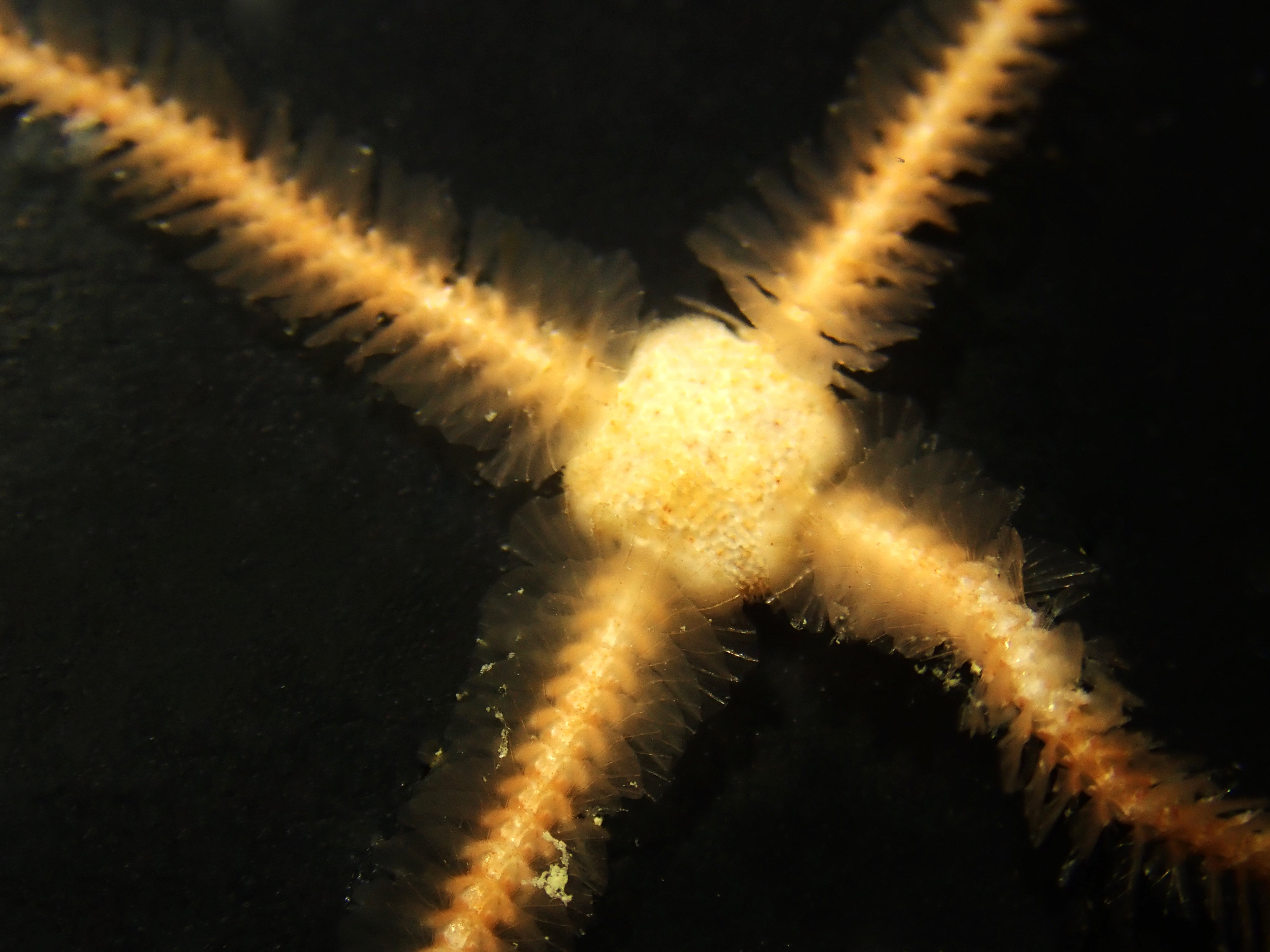
Ophiopteron elegans
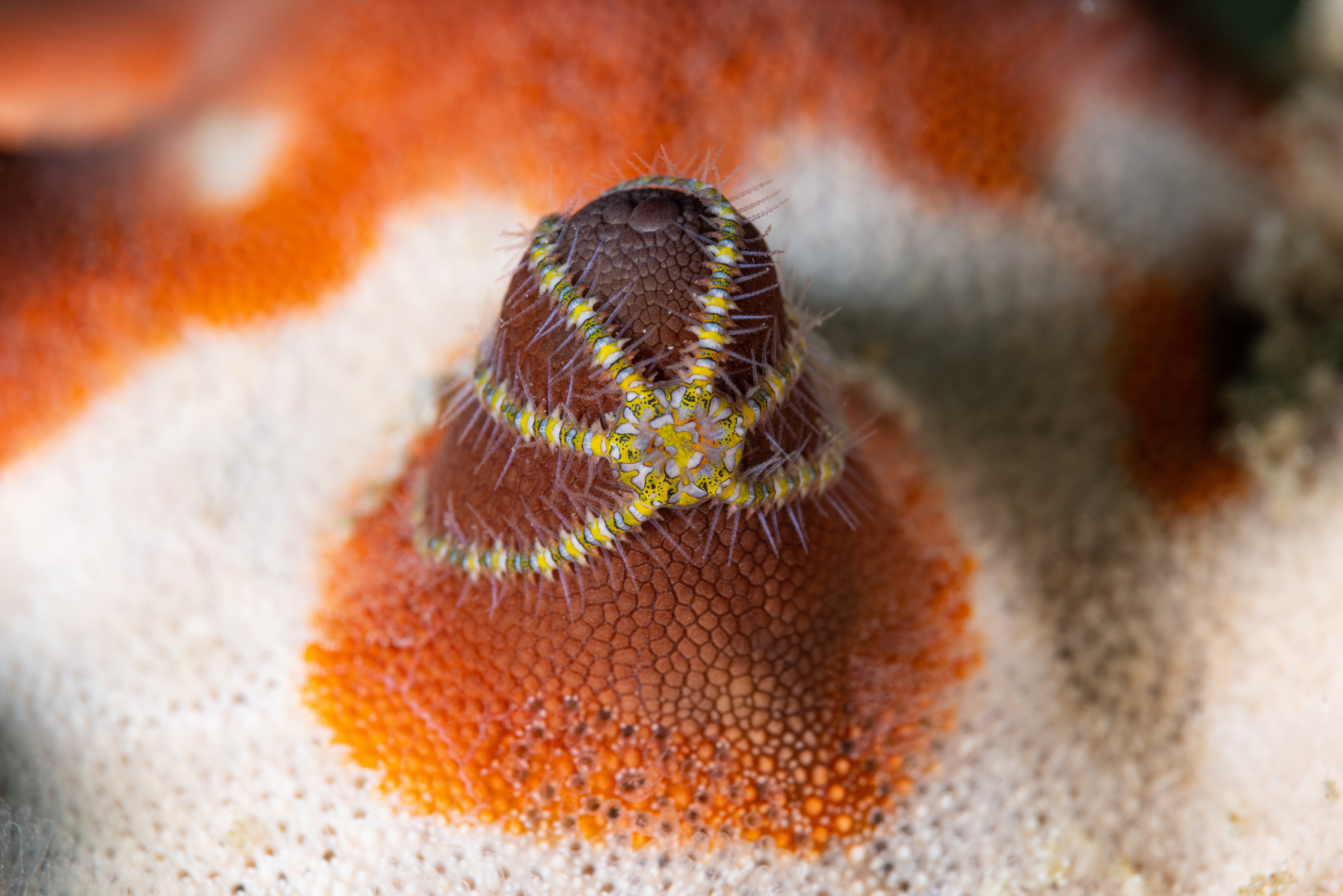
Ophiothela mirabilis
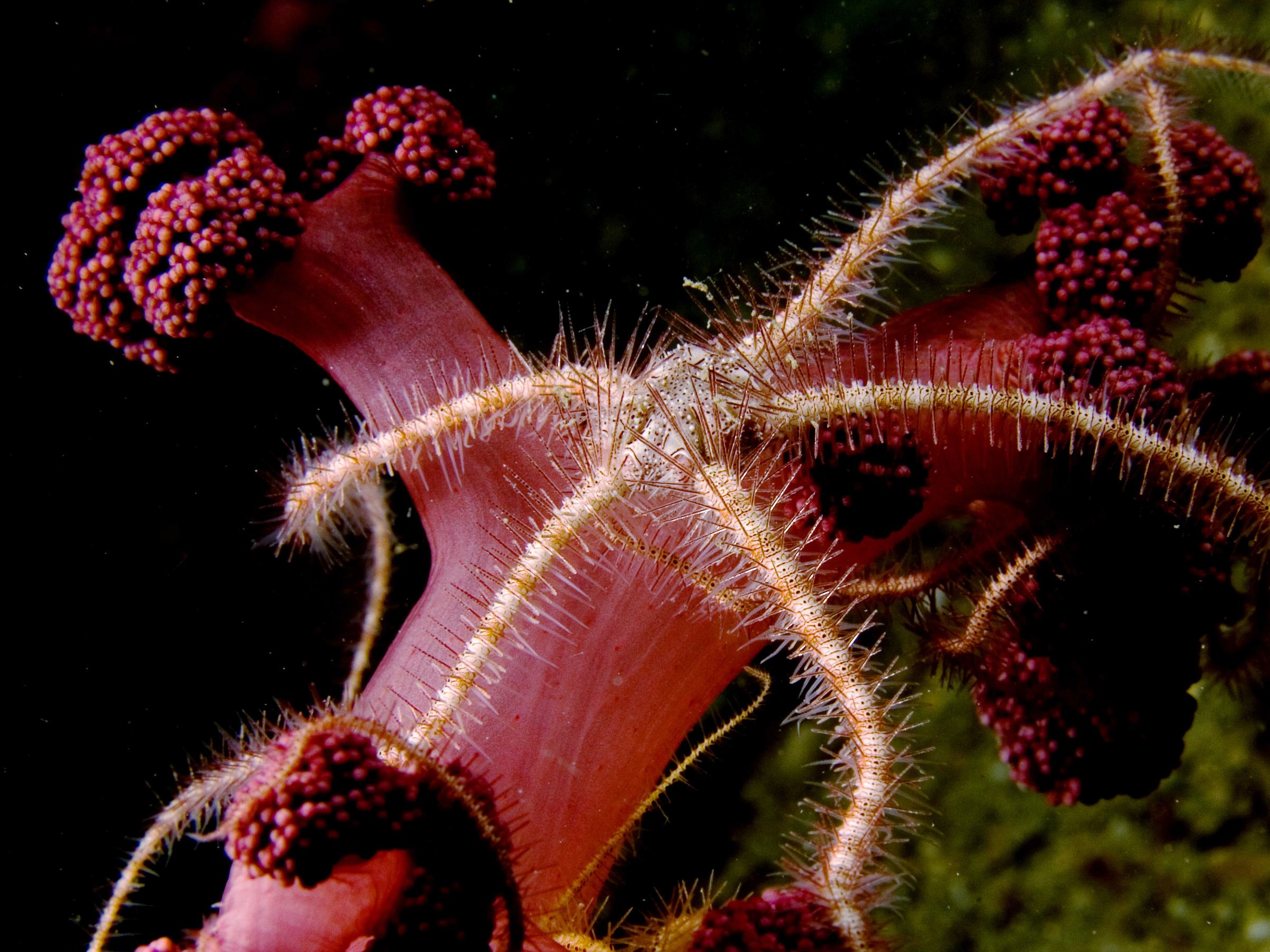
Ophiothrix foveolata
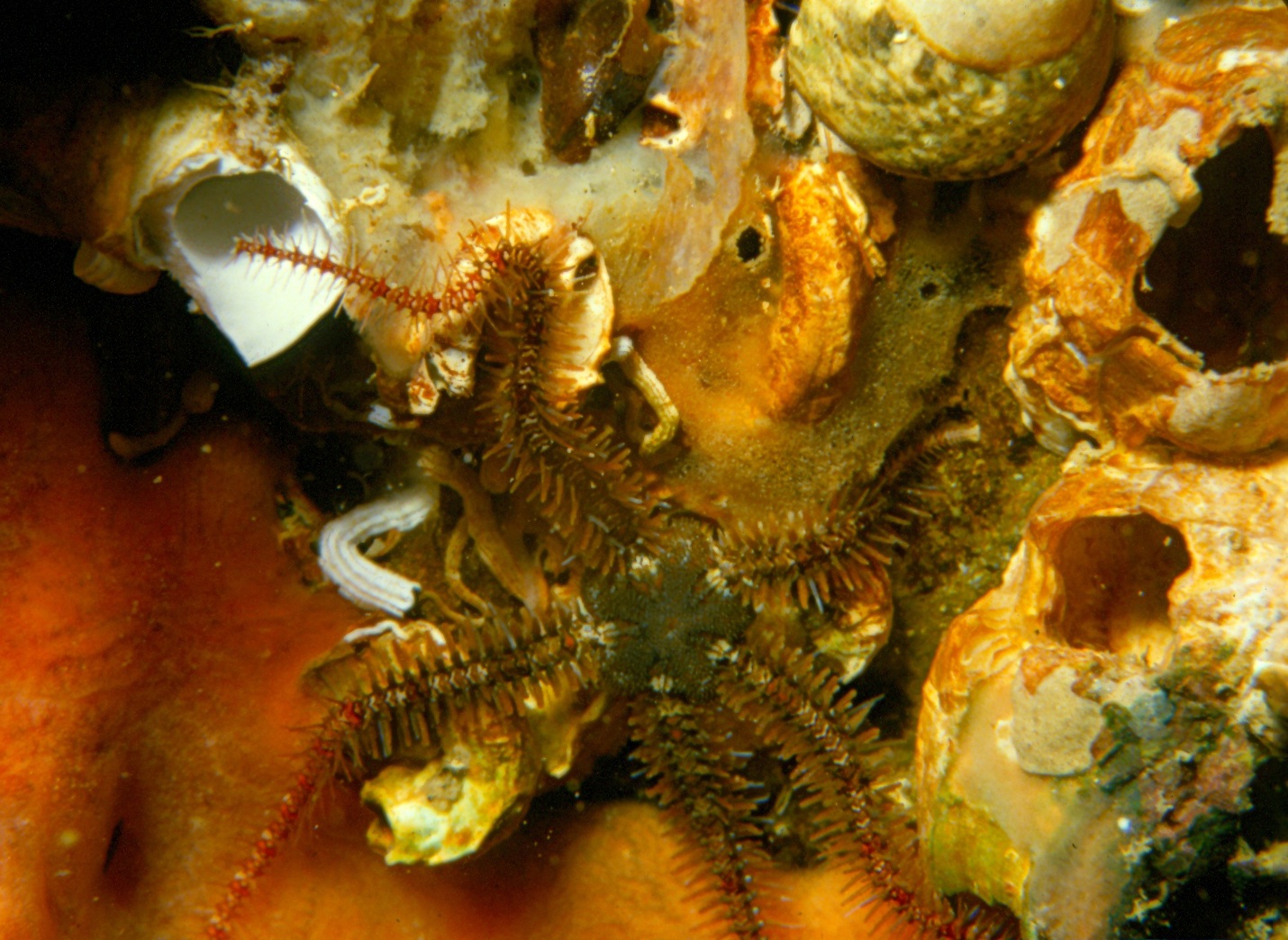
Ophiothrix fragilis
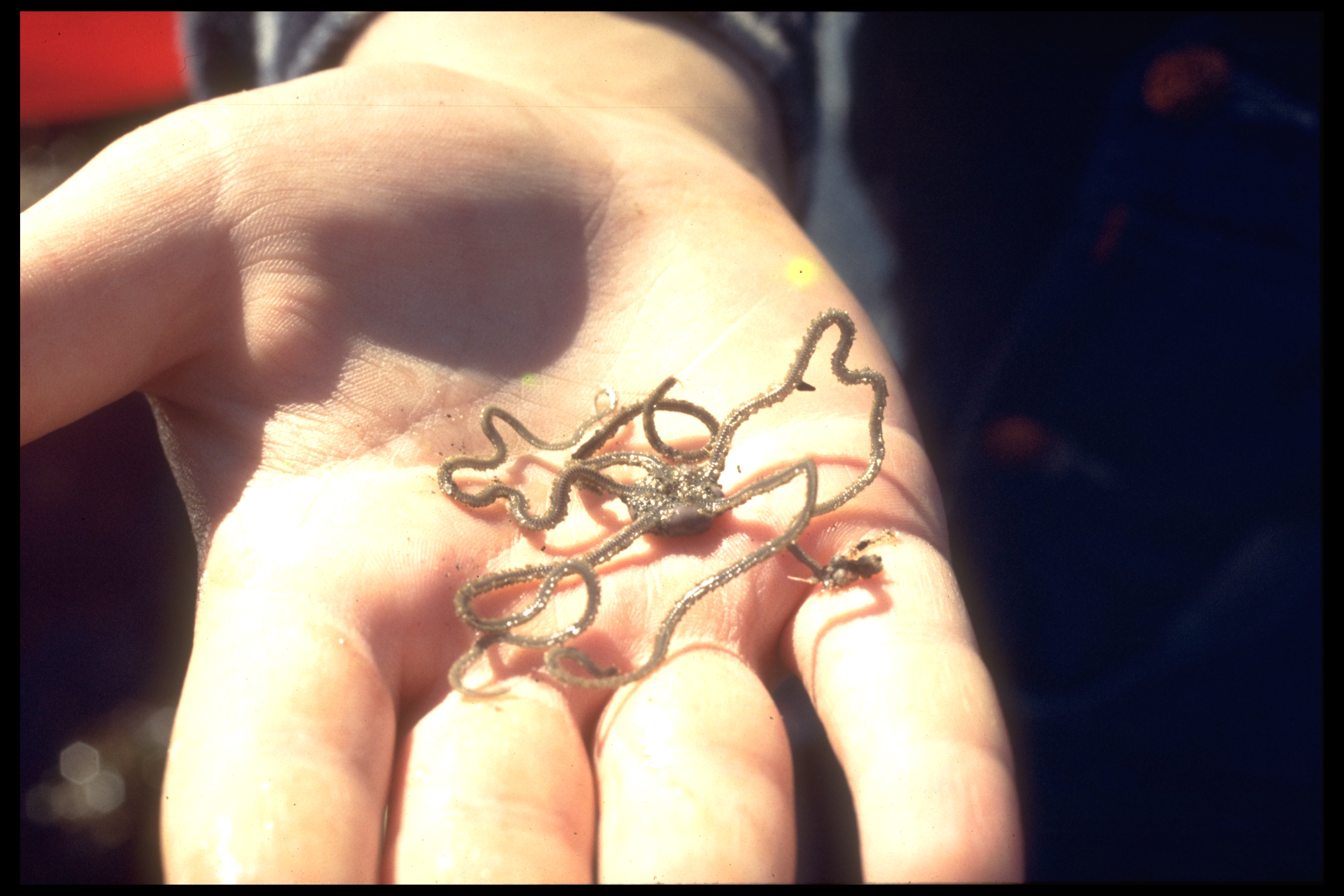
Ophiothrix spiculata
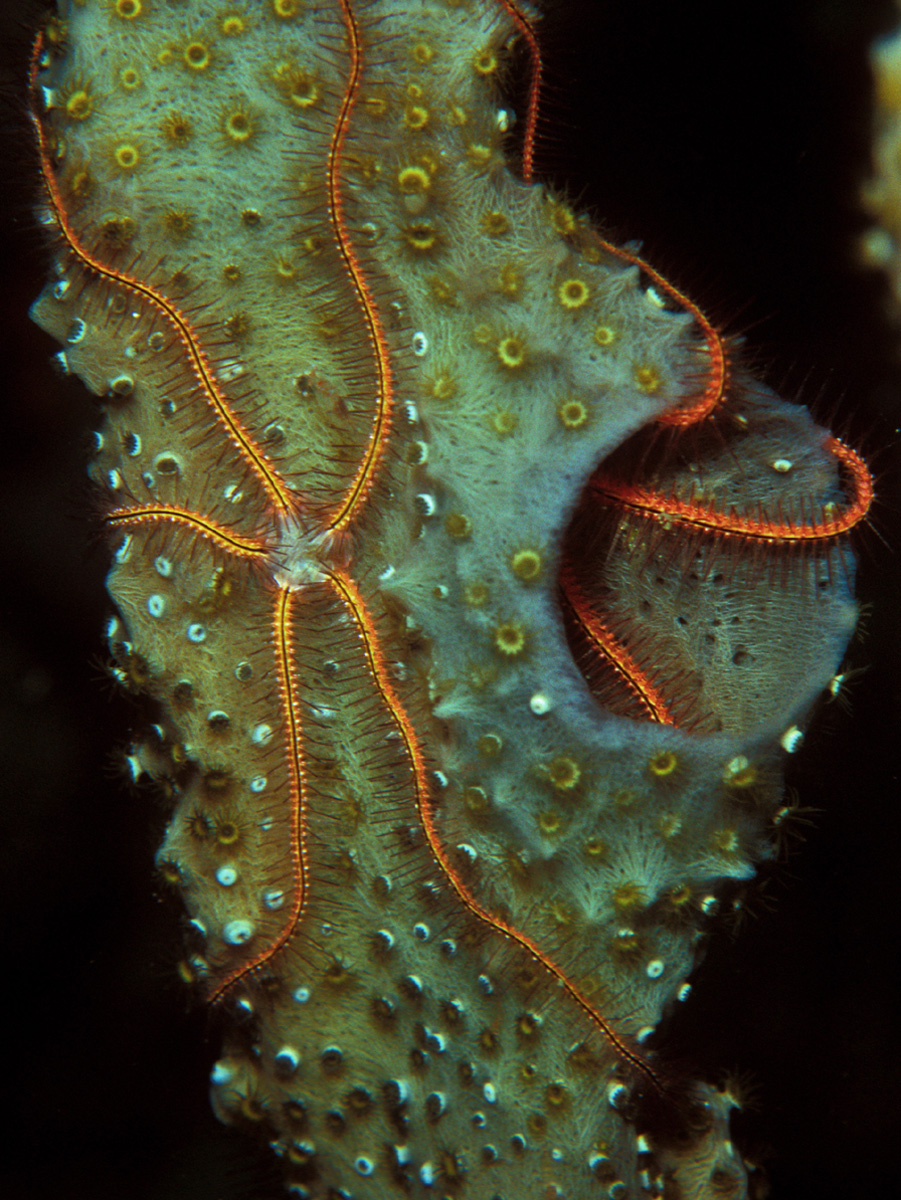
Ophiothrix suensonii
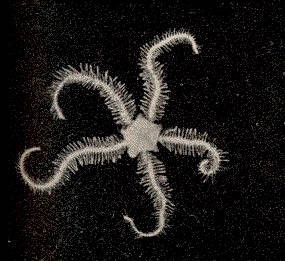
Ophiothrix angulata